# جائزة الفيفا للعب النظيف

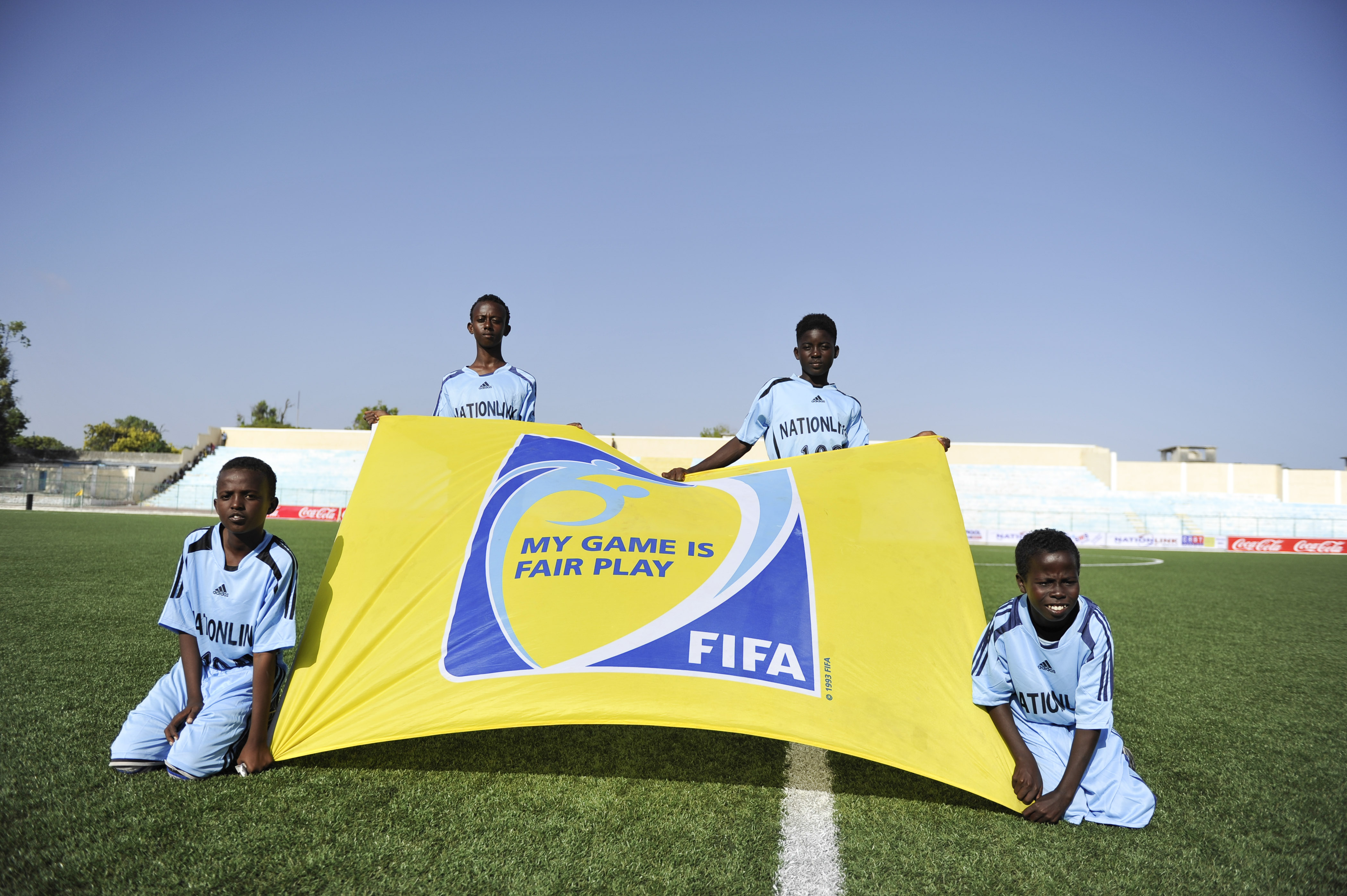

جائزة الفيفا للعب النظيف (بالإنجليزية: FIFA Fair Play Award) هي جائزة تمنح من قبل الفيفا للأفراد أو المنظمات تقديرا لأي جهود أو سلوك رياضي مشرف في مجال كرة القدم. الجائزة منحت للاعبين، وجمهور ومحليلين واتحادات رياضية . الجائزة يتم منحها سنويا باستثناء عام 1994 حيث لم تقدم الجائزة لأي شخص .

## الفائزين
المصدر:
| العام | الفائز                                                    | السبب | ملاحظات |
| ----- | --------------------------------------------------------- | --- | ------- |
| 1987  | مشجعي دندي يونايتد                                        | سلوك مشجعي غوتبورغ الحسن تجاه الفائزين في نهائي كأس الاتحاد الأوروبي 1987 |         |
| 1988  | فرانك أوردنيفيتس                                          | إعترف بلمسه للكرة بيده في منطقة الجزاء | [b]     |
| 1988  | متفرج من كرة القدم في دورة الألعاب الاولمبية الصيفية 1988 | |         |
| 1989  | متفرج من ترينيداد وتوباغو                                 | للسلوك الرياضي في مواجهة خسارة موطن منتخب الولايات المتحدة لكرة القدم في مباراة النهائية في 1989 بطولة الكونكاكاف، عندما تعادل قد شهدت منتخب ترينيداد وتوباغو لكرة القدم وحتى بطولة كأس العالم لكرة القدم 1990                                               |         |
| 1990  | غاري لينيكر                                               | لعب لمدة 15 عاما كلاعب كرة قدم محترف دون أن يحصل علي بطاقة صفراء أو حمراء |         |
| 1991  | الاتحاد الملكي الإسباني لكرة القدم                        | |         |
| 1991  | جورجينيو                                                  | |         |
| 1992  | الاتحاد الملكي البلجيكي لكرة القدم                        | |         |
| 1993  | ناندور هيديكوتي                                           | |         |
| 1993  | اتحاد زامبيا لكرة القدم                                   | في ذكرى ال 18 لحادث لاعبي منتخب زامبيا لكرة القدم ، بالإضافة إلى المدربين والموظفين، الذين قتلوا في حادث تحطم طائرة في ابريل من ذلك العام، وتكريما لجهود الفريق الوطني المعاد، الذي هبط هدف واحد قصير من التصفيات المؤهلة لبطولة كأس العالم لكرة القدم 1994. |         |
| 1994  | لم تُمنح                                                   | |         |
| 1995  | Jacques Glassmann                                         | لكشفه عن محاولة رشوة. |         |
| 1996  | جورج ويا                                                  | |         |
| 1997  | المشجععين الأيرلنديين                                     | لسلوكهم المثالي، وخصوصا خلال تصفيات كأس العالم ضد بلجيكا. | [l]     |
| 1997  | جائزة الفيفا للعب النظيف (Slovak amateur player)          | For 60 years of amateur football without receiving a yellow card | [l]     |
| 1997  | جولي فاودي                                                | For her efforts against child labor | [l]     |
| 1998  | The اتحاد الولايات المتحدة لكرة القدم                     | For the two countries' good sportsmanship surrounding the بطولة كأس العالم لكرة القدم 1998 match between their teams, despite their mutual political tensions for العلاقات الإيرانية الأمريكية                                                               |         |
| 1998  | اتحاد إيران لكرة القدم                                    | For the two countries' good sportsmanship surrounding the بطولة كأس العالم لكرة القدم 1998 match between their teams, despite their mutual political tensions for العلاقات الإيرانية الأمريكية                                                               |         |
| 1998  | الاتحاد الأيرلندي لكرة القدم of أيرلندا الشمالية          | |         |
| 1999  | كرة القدم في نيوزيلندا                                    | |         |
| 2000  | لوكاس راديبي                                              | For his work against racism |         |
| 2001  | باولو دي كانيو                                            | Takes ball out of play with his hands when goalkeeper بول جيرارد was injured on the ground. |         |
| 2002  | Football communities of اليابان and Korea Republic ‏       | Demonstrating a spirit of brotherhood and sportsmanship by co-hosting the بطولة كأس العالم لكرة القدم 2002. |         |
| 2003  | مشجعي نادي سلتيك                                          | For their exemplary behaviour in the days surrounding the 2003 UEFA Cup Final, in which Celtic played. |         |
| 2004  | اتحاد البرازيل لكرة القدم                                 | |         |
| 2005  | Community of إكيتوس                                       | For their wholehearted support of the organisation of the FIFA U-17 World Championship Peru 2005, their exemplary behaviour to all participating teams, and their amazing contribution to football.                                                          |         |
| 2006  | مشجعي بطولة كأس العالم لكرة القدم 2006.                   | |         |
| 2007  | نادي برشلونة                                              | In recognition of the club's support for humanitarian causes and development programs that benefit children all over the world. | [ 6 ]   |
| 2008  | اتحاد تركيا لكرة القدم                                    | for "encouraging dialogue between two countries which otherwise do not have any form of diplomatic relationship." |         |
| 2008  | اتحاد أرمينيا لكرة القدم                                  | for "encouraging dialogue between two countries which otherwise do not have any form of diplomatic relationship." |         |
| 2009  | بوبي روبسون                                               | Posthumously awarded for the "gentlemanly qualities he showed throughout his career as a player and coach". |         |
| 2010  | Haiti's U-17 women's national team                        | For carrying on bravely "despite the worst kind of suffering, loss and pain following the devastating earthquake of January 2010." |         |
| 2011  | اتحاد اليابان لكرة القدم                                  | Had to endure many hardships following آثار كارثة زلزال وتسونامي توهوكو في عام 2011, and during which many people lost their lives. The team showed great courage to make it to the final of the بطولة كأس العالم لكرة القدم للسيدات 2011.                   |         |
| 2012  | اتحاد أوزبكستان لكرة القدم                                | As a testament for the fair play displayed by Uzbek national teams and club sides participating in AFC competitions during the past year, with UFF President Mirabor Usmanov paying tribute to their performance.                                            |         |
| 2013  | اتحاد أفغانستان لكرة القدم                                | For "dedication and hard work to develop football at the grassroots level" and "built the foundations for the game, nurturing a national league in the midst of violence and destruction."                                                                   |         |
| 2014  | المتطوعين في كأس العالم                                   | من أجل عملهم الدؤوب وحماسهم وشغفهم باللعبة كما هو موضح في كأس العالم 2014، كأس العالم للسيدات تحت 20 سنة 2014، كأس العالم للسيدات تحت 17 سنة 2014، كأس العالم للأندية 2014.                                                                                  |         |
| 2015  | جميع منظمات كرة القدم التي تدعم اللاجئين                  | من أجل العمل على دعم اللاجئين في مناطق الصراع. |         |
| 2016  | أتلتيكو ناسيونال                                          | طلب نادي أتلتيكو ناسيونال من كونميبول منح لقب بطولة كوبا سود أمريكانا 2016 لنادي شابيكوينسي بعد تحطم الرحلة 2933 من خطوط لاميا الجوية. |         |
| 2017  | فرانسيس كوني                                              | إنقاذ حياة خصمه عن طريق تقديم الإسعافات الأولية على أرض الملعب بعد حادثة تصادم. | [ 11 ]  |
| 2018  | لينارت ثاي                                                | غاب عن مباراة في الدوري الهولندي الممتازمع فريقه في في في فينلو ضد آيندهوفن لكي يتبرع بالدم لشخص في حاجة ماسة مطابق لخلاياه الجذعية لعلاج سرطان الدم. | [ 12 ]  |
| 2019  | مارسيلو بيلسا                                             | أمر فريقه ليدز يونايتد بالسماح لخصمه أستون فيلا بالتسجيل بعد أن سجل هدفًا أثناء إصابة أحد لاعبي الخصم. | [ 13 ]  |
| 2019  | ليدز يونايتد                                              | أمر فريقه ليدز يونايتد بالسماح لخصمه أستون فيلا بالتسجيل بعد أن سجل هدفًا أثناء إصابة أحد لاعبي الخصم. | [ 13 ]  |